# Agrochola extincta
Agrochola extincta là một loài bướm đêm trong họ Noctuidae.